# Andriïvka (raïon de Horlivka)
Pour les articles homonymes, voir Andriïvka.
 Andriïvka  (ukrainien : Андріївка, russe : Андреевка, Andreïevka) est une commune urbaine de l'oblast de Donetsk, en Ukraine. Elle dépend du raïon de Horlivka, et appartient à la communauté urbaine de Snijne.  Elle compte 2 127 habitants en 2021.
La commune est administrée par la république populaire de Donetsk depuis le printemps 2014.

## Géographie
Il existe huit localités de ce nom dans l'oblast de Donetsk, nom formé sous le patronage de saint André. Celle-ci s'étend le long de la rivière Gloukhaïa et entre celle-ci et le fleuve côtier Mious. La limite entre l'oblast de Donetsk et l'oblast de Louhansk est à l'est et au nord-est du village. La gare de chemin de fer de Motchalinski (réseau ferré de Donetsk) se trouve à 5 km du village.

## Histoire
Le village est fondé au XVIIIe siècle sous le nom d'Andreïevka-Rebrikova, à l'époque de l'oblast militaire du Don ; c'est alors le chef-lieu administratif de la volost d'Andreïevka (qui comprenait trois slobodes et trois villages pour une population de 3 672 habitants en 1873). La slobode d'Andreïevka était à 20 verstes de la poste d'Essaoulovka.
Le village d'Andreïevka reçoit son statut de commune urbaine en 1938. Il comptait 2 135 habitants en 2019.